# John Brough
Pour les articles homonymes, voir Brough.
Ne doit pas être confondu avec John Brough (Gouverneur de l'Ohio).
John Brough (né le 31 août 1917 - 9 janvier 1984 à Enfield) est un philologue et indianiste écossais, spécialiste du sanskrit. Il a enseigné cette langue à l'Université de Londres entre 1948 et 1967, puis à l'Université de Cambridge, de 1967 à 1984. Il est élu membre de la British Academy en 1961. Il meurt prématurément renversé par une automobile.

## Principaux travaux
En 1950, il publie ses recherches sur la formule introductive traditionnelle des sutras bouddhistes evaṃ mayā śrūtaṃ (Ainsi ai-je entendu), laquelle marquerait selon lui que le texte qui suit est rapporté par un témoin direct du discours du Bouddha.
En 1962, John Brough publie des fragments du Dhammapada en Gāndhārī découverts près de Khotan en 1892, lesquels font partie des plus anciens manuscrits bouddhistes connus.
Au sujet du Soma, en 1971, John Brough rejette la théorie de l'ethnobotaniste Robert Gordon Wasson comme quoi la boisson pourrait être à base d'amanite tue-mouches.